# Milou v máji
Milou v máji (v originále Milou en mai) je francouzský hraný film z roku 1990, který režíroval Louis Malle. Snímek měl světovou premiéru dne 24. ledna 1990.

## Děj
Film vypráví na pozadí událostí května 1968 příběh konfrontace provinční buržoazní rodiny o dědictví.
Milou Vieuzac je velký snílek a požitkář, který žije ve velkém rodinném buržoazním domě na venkově v Gers se svou matkou Madame Vieuzac. Matka jednoho dne náhle zemře na infarkt. Tím začíná rodinné setkání, na kterém se musí rozhodnout o pohřbu, zatímco v Paříži propukají studentské nepokoje. S generální stávkou se pohřeb komplikuje, v rodině se zhoršuje napětí a obavy, což vyvolává iracionální chování.

## Obsazení
| Paulette Dubost      | paní Vieuzac, matka Milou |
| Michel Piccoli       | Milou                     |
| Miou-Miou            | Camille, dcera Milou      |
| Michel Duchaussoy    | Georges, bratr Milou      |
| Dominique Blancová   | Claire                    |
| Bruno Carette        | Grimaldi                  |
| Harriet Walterová    | Lily, švagrová Milou      |
| Martine Gautier      | Adèle, milenka Milou      |
| Rozenn Le Tallec     | Marie-Laure               |
| Jeanne Herry         | Françoise, dcera Camille  |
| Renaud Danner        | Pierre-Alain              |
| François Berléand    | Daniel                    |
| Valérie Lemercierová | paní Boutelleau           |
| Étienne Draber       | pan Boutelleau            |

## Ocenění
- David di Donatello: nejlepší zahraniční režie
- BAFTA: nominace na nejlepší zahraniční film
- César: nejlepší herečka ve vedlejší roli (Dominique Blanc) a nominace v kategoriích nejlepší herec (Michel Piccoli), nejlepší herečka (Miou-Miou) a nejlepší herec ve vedlejší roli (Michel Duchaussoy)